# 徐崇嗣
徐崇嗣（?—?），江寧府人，北宋畫家，徐熙之子，一說徐熙之孫。本來徐崇嗣的繪畫風格模仿徐熙，後來改為模仿黄筌、黄居案父子，最終自成一派。徐崇嗣的畫作以草虫、禽鱼、蔬果、花木和蚕茧等為主。其畫作的特色是沒骨法。作品有《沒骨海棠圖》、《蝉蝶花禽圖》等。